# Агрозини (Катанцаро)
Агрозини (итал. Agrosini) је насеље у Италији у округу Катанцаро, региону Калабрија.
Према процени из 2011. у насељу је живело 41 становника. Насеље се налази на надморској висини од 415 м.